# Тамаш Пожгаї
Тамаш Пожгаї (угор. Pozsgai Tamás; 26 липня 1988, м. Дунауйварош, Угорщина) — угорський хокеїст, захисник. Виступає за ХК «Дунауйварош» у МОЛ-лізі. 
Вихованець хокейної школи ХК «Дунауйварош». Виступав за ХК «Дунауйварош».
У складі національної збірної Угорщини учасник чемпіонату світу 2011 (дивізіон I). У складі молодіжної збірної Угорщини учасник чемпіонатів світу 2007 (дивізіон II) і 2008 (дивізіон I). У складі юніорської збірної Угорщини учасник чемпіонатів світу 2005 (дивізіон II) і 2006 (дивізіон I).